# 桂園時代
| 桂太郎 |  | 西園寺公望 |
| 桂太郎 |  | 西園寺公望 |

桂園時代（けいえんじだい）は、陸軍・山県閥に属する桂太郎と、伊藤博文の後継者として立憲政友会第2代総裁に就いた西園寺公望が、政権を交互に担当した1901年（明治34年）から1913年（大正2年）の10年あまりをいう。「桂園」とは、両者の名前から「桂」と「園」の字をとったものである。

## 概説
日露戦争から明治天皇崩御にかけての約10年、内閣総理大臣に桂－西園寺－桂－西園寺－桂が就任してそれぞれ内閣を組織し、桂を擁する藩閥政治と西園寺を党首とする立憲政友会内閣が交代で政権を担当した。この時期が「桂園時代」である。そのため、一種の二大勢力間の内閣輪番制の時代とも捉えられる。この間、松方正義や山本権兵衛、平田東助などを首相に擁する動きはあったものの、両者以上の政権基盤を持たず、あるいはそれぞれの勢力内で桂や西園寺に取って代わる基盤を持たずに、いずれも断念に追い込まれている。
大日本帝国憲法下にあっては、特に政治的に安定した時期とされ、期間中に行われた第10回衆議院議員総選挙、第11回衆議院議員総選挙は、いずれも任期満了に伴うものであった。2回連続で任期満了・総選挙が行われたのは、日本憲政史上において桂園時代だけである。
西園寺は政友会総裁として政党内閣を組織するが、のちに首相となる原敬など1人か2人の政党員を主要閣僚にして実力をつけさせる一方、政党や藩閥など出自にとらわれない人材主義を採用して官僚・軍部・藩閥からの警戒心を解いた。また、その人柄もあって西園寺は衆議院、桂は貴族院の多数派を率いて互いに協力し合った。西園寺は清華家の家格を有する名門公家の西園寺家の出身で、若年より秀才の誉れ高く、戊辰戦争での功績もあって岩倉具視、西郷隆盛、大久保利通とならぶ参与となったが、維新後はみずから官途を離れてパリに留学し、当地で民権思想の強い影響を受けた。西園寺が最も期待した政治家は、自由民権運動にも参加した陸奥宗光であり、1897年（明治30年）に陸奥の訃報に接したときの落胆ぶりは傍目にもいたわしいほどであったという。対して桂は、長州藩出身で当時軍部の大御所的存在であった山県有朋に近く、山県系官僚閥の一員であったが、「ニコポン首相」と呼ばれ、人心掌握に長けていた。首相就任以来、明治天皇の信頼に加え、山県系官僚閥の居城ともいえる陸軍を山県とほぼ対等なほど掌握していた。
日露戦争中に繰り返された桂太郎・原敬会談を通して、戦後の西園寺政友会総裁への政権譲渡は既定路線となっていた。1904年（明治37年）12月8日、桂内閣と政友会の間に、日露戦争後に政権を譲るので、それまでの間政友会が桂内閣に協力するという密約が結ばれたのである。それまで後継首相は元老会議、または元老、元勲などの有力者が天皇に推薦するという形式が慣習的に存在しており、元老会議を通さない後継首相選定は当時異例のものであった。桂を自らの腹心と思っていた山県はこの密約を裏切りと捉え、強く怒ったというが流れは変わらなかった。1905年8月22日の桂・原会談で桂は「西侯は決して今の元老等の代表者たるが如き者を内閣に入れざる事」と、西園寺の組閣に対し助言をあたえた。桂は辞任前に元老たちに西園寺を後継首相とする了解を形式的に得て、天皇の意向も抑え、元老会議を開かずに後継に西園寺を推薦する旨を上奏した。こうして、1906年（明治39年）1月7日、第1次西園寺内閣が衆議院の第1党政友会を与党として発足した。外相加藤高明、内相原敬、蔵相阪谷芳郎、陸相寺内正毅、海相斎藤実、法相松田正久、文相牧野伸顕、農商務省松岡康毅、逓相山県伊三郎という顔ぶれで、政友会員は西園寺・原・松田の3人にすぎなかった。阪谷が伊藤博文、牧野が松方正義、松岡が桂太郎への配慮であり、逓信大臣は山県有朋の養嗣子であった。総辞職を表明してから後継内閣が成立するまでの間に、桂内閣は鉄道国有化法案を閣議決定したが、西園寺内閣はこれに修正を加えて議会に提出し、可決後の1906年3月に鉄道国有法を公布した。
桂は元来、政党政治に不信感を抱いており、政友会による政権運営にも強い不満を持っていた。そのためしばしば批判を行なったが、1910年（明治43年）に発生した大逆事件により政治的ダメージを受けた第2次桂内閣は政友会との妥協体制なしには国内諸政策を遂行できなかった。桂は大逆事件関係者といった「猛悪志素」とくらべると、政友会は相対的に「温和なる分子」であるため、彼らを利用し「国勢の進運に任ぜしむるもまた時勢に適したる法弁（ママ）」と思い直して、1911年（明治44年）1月26日に西園寺や原、松田正久と会談して妥協が成立した。
1911年（明治44年）1月29日、当時の桂首相が政友会議員と会合した際に、「情意投合し、協同一致して、以て憲政の美果を収むる」と述べた。この時、桂が述べた情意投合（じょういとうごう）という語は、官僚・軍部勢力と政友会が暗黙のうちに意思疎通を図って政権運営に協力していくという桂園時代の政治体制を意味する言葉として、当時広く用いられた。両者の関係は日露戦争中の1904年（明治37年）12月頃から提携が模索され、戦争終結後の1906年（明治39年）1月に桂は西園寺を後継首相として退陣したことから本格化し、1912年（大正元年）12月に二個師団増設問題で西園寺・政友会と桂・軍部が対立して第2次西園寺内閣が崩壊するまで続いた。
桂園時代は、日英同盟の締結から日露戦争の勝利、韓国併合など日本の国際的地位が著しく向上し、陸奥宗光や小村寿太郎らの努力によって条約改正を達成し、また、重工業の発展のめざましい時期にあたっていた。一方で労働問題や公害問題など従来見られなかった問題も現出した。日本の国際的地位向上に尽くした桂に対し、陸奥の遺志を継いで原を育てた西園寺は来るべき「大正デモクラシー」に道を開いたといえる。

## 特質
日本史学者の千葉功は、桂園時代を「内政面・外政面とも、戦前期日本における相対的安定期であった」とし、その体制の特質として桂率いる陸軍・官僚・貴族院と西園寺率いる政友会との相互補完関係を挙げている。
しかし、「桂園体制は固定的かつ静態的なものではなく、鋭い対立関係を内包するものであった」としている。また、「政友会による永久政権を目指す、原敬にとってみれば西園寺内閣では不十分であったし、桂にとっても政友会との情意投合は常に政友会への譲歩を行なわなければならない点であきたらなかった。まして、公爵へ昇りつめ、また日露戦争の勝利により明治天皇の信任を篤くしていた桂は、自信を深めており第2次西園寺内閣成立以後は桂園体制を破棄する方向へ進んでいった」としている。

## 研究史
- 徳富猪一郎著『大正政局史論』（民友社、1916年（大正5年）刊）は、同じ著者による『政治家としての桂公』（民友社、1913年（大正2年）刊）が桂の死去直後、追悼のために速書きしたものとすれば、その同時代を政局史としてとらえ内閣交代の仕組みを描こうとした最初の著作である。
  - 『大正政局史論』は『国民新聞』に1915年（大正4年）8月から翌年2月にかけて連載したのち、書籍として上梓された。桂園時代の説明として歴史的原型とも言うべき叙述が、同書「二　十年間の天下」（6頁）にある。